# Jeroglífics d'Anatòlia
Els jeroglífics d'Anatòlia són una escriptura logogràfica (ISO 15924 =Hluw) nativa de l'Anatòlia Central, constituïda per 500 símbols. Han estat també anomenats jeroglífics hitites, tot i que la llengua que els emprava ha estat identificada com la llengua luvi, no l'hitita. No es coneixen connexions entre aquesta escriptura i els jeroglífics egipcis, ni amb l'escriptura cuneïforme.

## Història
S'observen pictogrames aïllats a la regió d'Anatòlia i Síria a partir de finals del 3000 aC i principis del segle XX aC en segells personals, però aquests només consisteixen en noms i títols, per la qual cosa no representen una escriptura desenvolupada. La majoria dels textos actuals es troben com a inscripcions monumentals de pedra, encara que alguns documents han sobreviscut en tabletes de plom. Les primeres inscripcions confirmades com luvi pertanyen a l'Edat de Bronze tardana, aproximadament els segles XIV. i XIII aC, arribant fins a l'Edat de Ferro, aproximadament els segles X aC i VIII aC. L'escriptura va desaparèixer al segle vii aC, imposant-se a la regió les escriptures alfabètiques.